# Дедово (Смоленская область)
Дедово — деревня в Смоленской области России, в Ярцевском районе. Население — 4 жителя (2007 год). Расположена в центральной части области в 30 км к северо-востоку от Ярцева, в 22 км к северо-западу от города Сафоново, в 5 км от автодороги Ярцево — Холм-Жирковский, на правом берегу реки Вопь.
Входит в состав Миропольского сельского поселения.

## История
11 сентября 1941 года 244-я дивизия получила Боевой приказ командующего войсками 19-й армии № 055 на оборону занимаемого рубежа:

...4. 244 сд прочно оборонять занимаемую полосу. Не допустить прорыва пр-ка в направлениях:

а) Воскресенск, Красница; б) Шахлово, Занино.

Граница слева: Дедова, Устье. Борники, (иск.) Клипики...— Сборник боевых документов Великой Отечественной войны. Выпуск 41. (приводится по: Генеральный Штаб. Военно-научное управление Сборник боевых документов Великой Отечественной войны. — Москва: Воениздат, 1960. — Т. 41.)
В годы Великой Отечественной войны деревня была оккупирована гитлеровскими войсками в октябре 1941 года.